# NGC 4668
NGC 4668 је спирална галаксија у сазвежђу Девица која се налази на NGC листи објеката дубоког неба.
Деклинација објекта је - 0° 32' 10" а ректасцензија 12h 45m 31,8s. Привидна величина (магнитуда) објекта NGC 4668 износи 12,9 а фотографска магнитуда 13,6. NGC 4668 је још познат и под ознакама UGC 7931, MCG 0-33-9, CGCG 15-16, IRAS 12429-0015, PGC 42999.